# Craig Samson
Craig Samson, né le 1er avril 1984 à Irvine en Écosse, est un footballeur écossais qui évoluait au poste de gardien de but. Après avoir pris sa retraite le 13 novembre 2018, il officie désormais en tant qu'entraîneur des gardiens de but du Sunderland AFC.

## Biographie
Régulièrement pré-sélectionné et appelé en équipe d'Écosse, il ne joue toutefois aucun match avec la sélection nationale A.

## Palmarès
Avec le Saint Mirren FC, il remporte la Coupe de la Ligue en 2013.
Avec le Saint Mirren, il est vainqueur de la deuxième division écossaise en 2018